# Julius Ebenstein
Julius Ebenstein (hebräisch יוליוס אבנשטיין; * 10. August 1901 in Wien; † 31. Dezember 1962 ebenda) war ein österreichisch-israelischer Violinist, Dirigent und Musikpädagoge in Wien und in Israel. Julius Ebenstein gründete die israelische Mozartgesellschaft.

## Leben und Werk
Julius Ebenstein wirkte von 1926 bis 1938 als Violinlehrer am Neuen Wiener Konservatorium. Von 1929 bis 1934 wirkte er auch als Dirigent am Konservatorium für volkstümliche Musikpflege in Wien. Er betätigte sich auch als Musikkritiker und arbeitete ab 1934 als verantwortlicher Redakteur für die zionistische Zeitschrift Der Jude (herausgegeben von 1934–1938).
Nach dem Anschluss Österreichs 1938 emigrierte Julius Ebenstein aus Wien nach Palästina. Er gründete 1944 in Tel Aviv das Israelische Mozarteum, als er von der Bombardierung Salzburgs erfuhr. Dieses Institut verbreitete in weiten Teilen Israels die Musik Mozarts. Er gründete ebenfalls in Israel das Israelische Mozart-Streichorchester.
Julius Ebenstein initiierte 1956 die Übersetzung und Herausgabe von Alfred Einsteins Mozartbiografie Mozart – sein Charakter, sein Werk sowie eine Übersetzung des Köchelverzeichnisses in die Hebräische Sprache.
Julius Ebenstein nahm nach seiner Rückkehr nach Österreich erneut eine Lehrtätigkeit am Konservatorium der Stadt Wien auf. In Würdigung seiner Verdienste verlieh ihm die Internationale Stiftung Mozarteum am 4. März 1957 die Mozart-Medaille. Julius Ebenstein starb am 31. Dezember 1962 an einem Herzinfarkt in Wien.